# Avenue de Lombez
L'avenue de Lombez (en occitan : avenguda de Lombèrs) est une voie de Toulouse, chef-lieu de la région Occitanie, dans le Midi de la France.

## Situation et accès

### Description
L'avenue de Lombez est une voie publique. Elle traverse les quartiers de la Patte-d'Oie et de la Cépière.
Elle correspond à l'ancienne route départementale 3, créée en 1813, qui va de Toulouse à Bragayrac à la limite du Gers. En 1933, à la suite d'une réforme du réseau routier national et départemental, elle est absorbée par la nouvelle route nationale 632, qui va de Toulouse à Tarbes en passant par Lombez et Boulogne-sur-Gesse. En 1972, la route est cependant déclassée et elle devient la route départementale 632. En 2017, la partie de la route sur le territoire de Toulouse Métropole lui est transférée et elle devient la route métropolitaine 632.
L'avenue de Lombez naît à l'ouest de la place de la Patte-d'Oie, dans l'axe de l'avenue Étienne-Billières et de la rue de la République qui, par le Pont-Neuf et la rue de Metz, aboutit à la place Étienne-Esquirol, au cœur de la ville. Rectiligne et orientée à l'ouest, elle traverse la barrière de Lombez, une place qui se forme au carrefour du boulevard Gabriel-Koenigs. Elle se termine au rond-point Henri-Verdier où elle rencontre au sud la rue de Négogousses et au nord la rue Ella-Maillart. Elle est prolongée à l'est par l'avenue de Lardenne qui rejoint Tournefeuille et Plaisance-du-Touch et, au-delà, Lombez.
La chaussée compte une voie de circulation automobile dans chaque sens. La première partie de l'avenue, entre place de la Patte-d'Oie et la barrière de Lombez, appartient à une zone 30 et la vitesse y est limitée à 30 km/h. Elle est également longée, sur toute sa longueur, par une bande cyclable dans chaque sens.

### Voies rencontrées
L'avenue de Lombez rencontre les voies suivantes, dans l'ordre des numéros croissants (« g » indique que la rue se situe à gauche, « d » à droite) :
1. Place de la Patte-d'Oie
2. Barrière de Lombez
3. Boulevard Gabriel-Koenigs
4. Avenue Rémy-Sans (g)
5. Passage Roquemaurel (d)
6. Rue Prends-Y-Garde (g)
7. Rue de la Petite-Vitesse (g)
8. Rue Rosa-Parks (d)
9. Rue Françoise-Giroud (d)
10. Rue Anne-Frank (d)
11. Rond-point Henri-Verdier
12. Rue de Négogousses(g)
13. Rue Ella-Maillart (d)
14. Rond-point Henri-Verdier

### Transports
L'avenue de Lombez est parcourue et desservie, entre la place de la Patte-d'Oie et la barrière de Lombez par la ligne de Linéo L14, et entre la barrière de Lombez et l'avenue de Lardenne par la ligne de bus 67. Au carrefour de la Patte-d'Oie se trouvent également la station de métro du même nom, sur la ligne , ainsi que les arrêts des bus 4566, tandis qu'au carrefour de l'avenue de Lardenne se trouvent la station Hippodrome, sur la ligne de tramway , ainsi que les arrêts des lignes de Linéo L2L3.
L'avenue de Lombez se trouve également à proximité du pôle d'échanges multimodal des Arènes, qui s'organise autour de la station de métro des Arènes, sur la ligne , ainsi que de la gare SNCF de Saint-Cyprien-Arènes. Celle-ci est desservie par les trains TER Occitanie de la ligne de Toulouse à Auch. Une portion de cette ligne, entre les gares de Saint-Cyprien-Arènes et de Colomiers, désignée comme la ligne Arènes - Colomiers, est accessible avec un titre de transport Tisséo.
Il existe plusieurs stations de vélos en libre-service VélôToulouse réparties tout le long de l'avenue : les stations no 139 (39 bis avenue de Lombez), no 193 (59 avenue de Lombez) et no 194 (138 avenue de Lombez).

## Odonymie
L'avenue de Lombez correspond à l'ancien chemin qui menait à Tournefeuille et à Plaisance-du-Touch, et elle était désignée sous ces noms au XIXe siècle. Au milieu du XIXe siècle, on lui donne plutôt le nom d'avenue de Lombez, car elle était devenue la route départementale no 3 qui allait de Toulouse à la cité gasconne de Lombez. Le nom en fut également donné à la barrière d'octroi qui la coupait (actuelle barrière de Lombez) et au chemin de ronde qui longeait le mur d'octroi (actuel boulevard Gabriel-Koenigs),.

## Patrimoine et lieux d'intérêt

### Clinique Pasteur

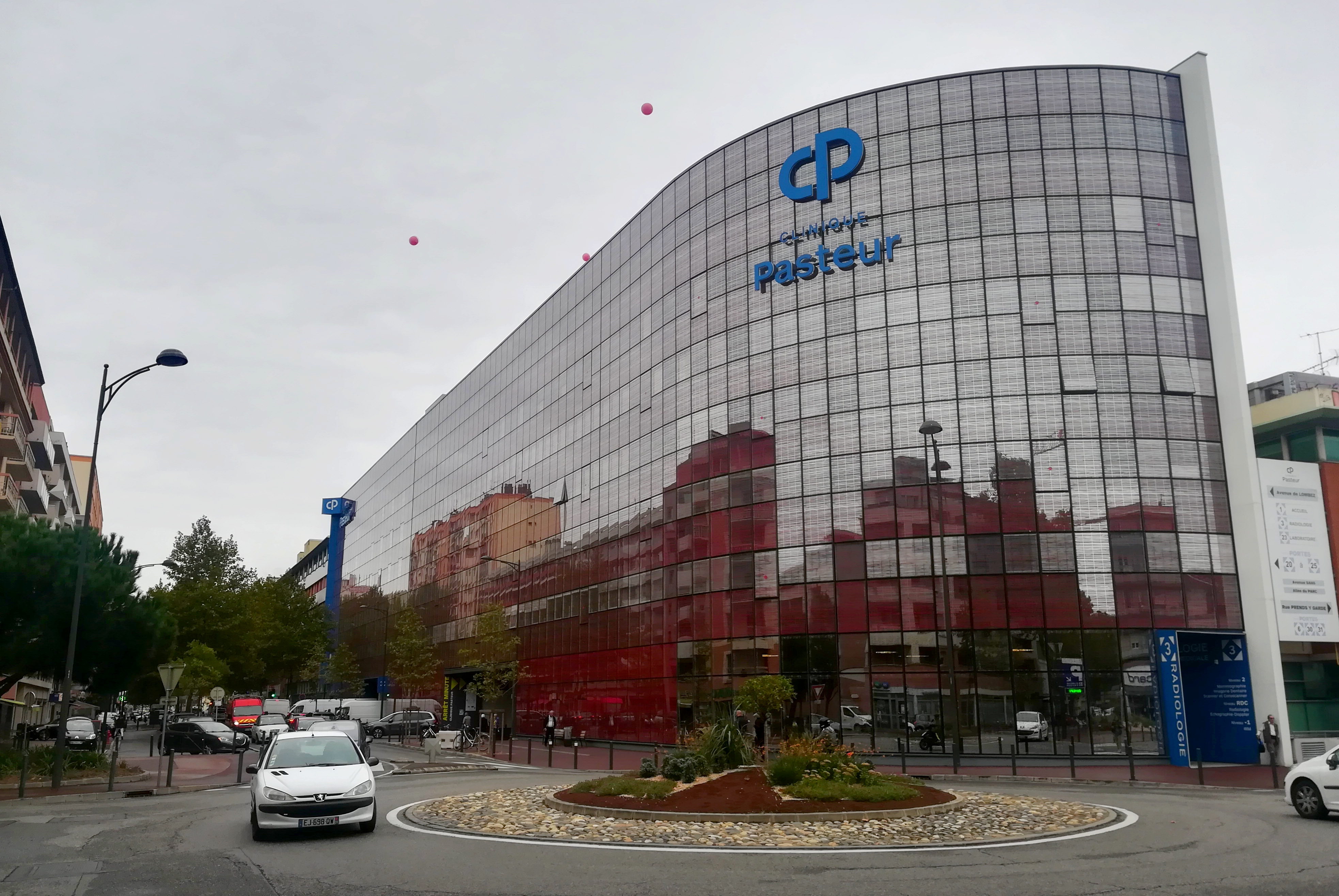
no 45 : façade de la clinique Pasteur.

La clinique Pasteur est fondée en 1957 par le docteur Paul Foulquié,.

### Ensemble scolaire Émilie-de-Rodat

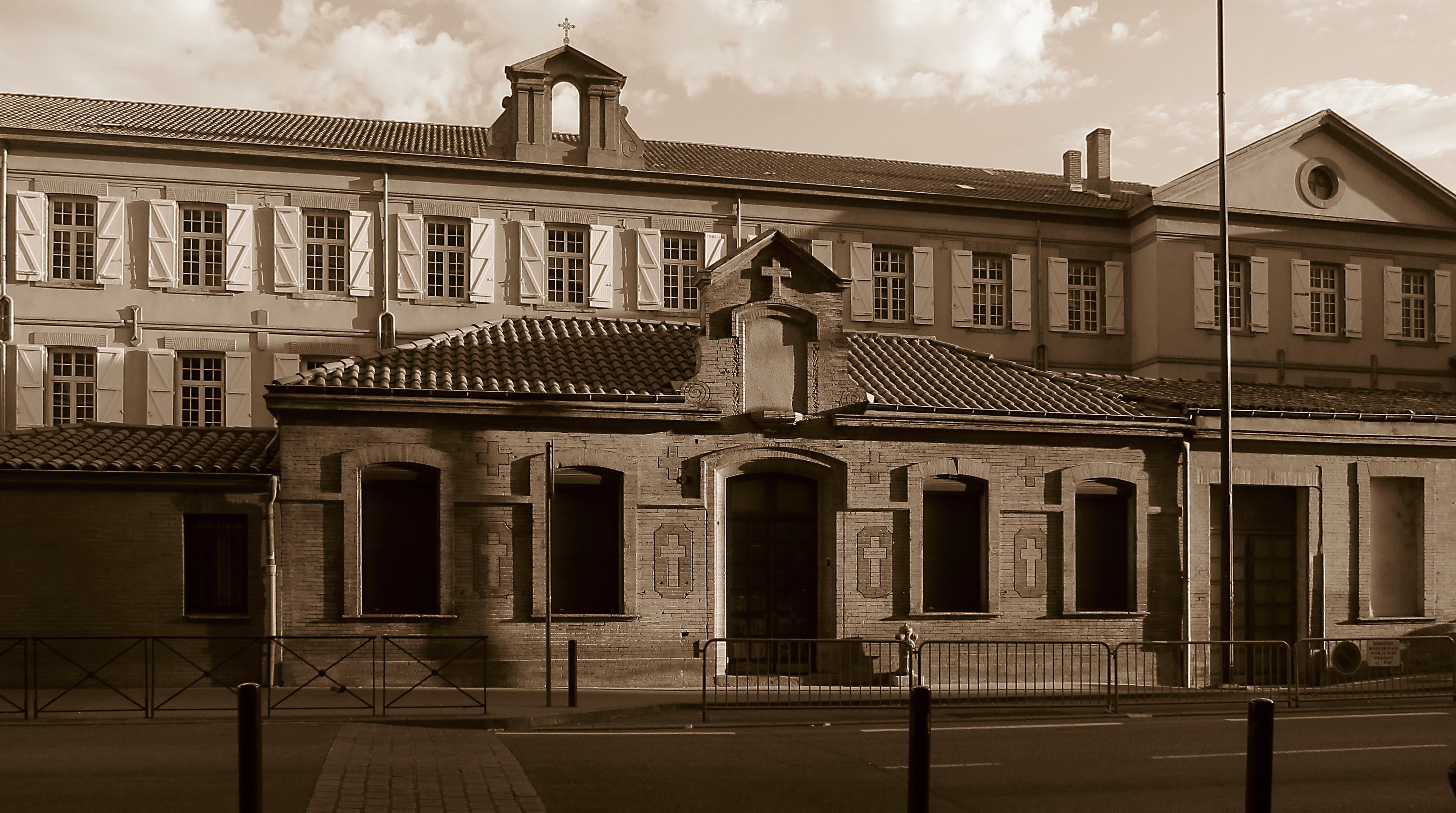
no 25 : l'institut Émilie-de-Rodat.

L'ensemble scolaire Émilie-de-Rodat est un établissement d'enseignement privé catholique qui regroupe une école maternelle, une école élémentaire, un collège et un lycée. Il est placé sous la tutelle de la congrégation des sœurs de la Sainte-Famille, venues de Villefranche-de-Rouergue, dans l'Aveyron, et installées avenue de Lombez en 1874. Il subsiste encore les premiers bâtiments du dernier quart du XIXe siècle, dont la chapelle, auxquels se sont ajoutées d'autres constructions dans la deuxième moitié du XXe siècle.

### Patrimoine industriel

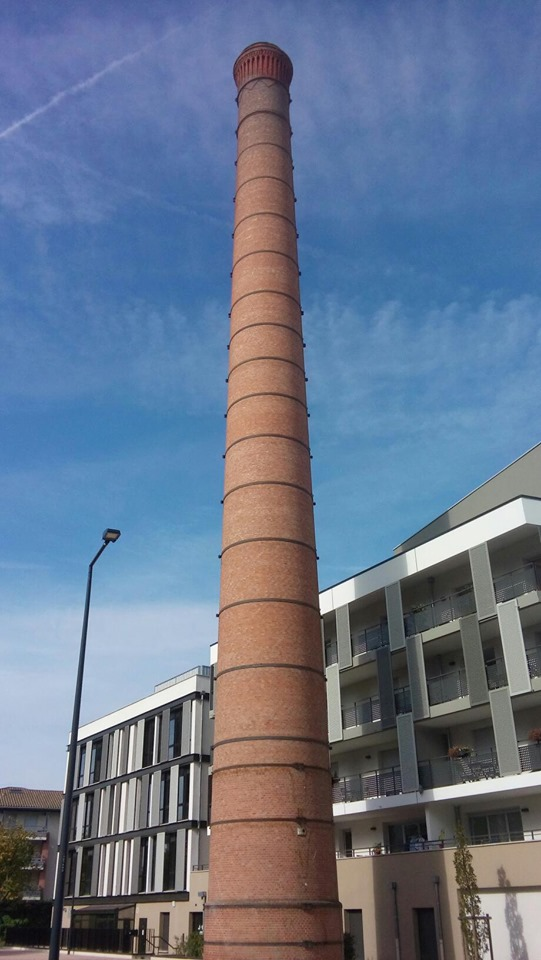
no 134 : cheminée des Tricotages de l'Ariège.

- no  134 : cheminée. 
Cette cheminée est le dernier témoin de l'usine textile construite en 1924 par la Bonneterie de la Garonne, qui fusionne en 1931 avec le Tricotage de l'Ariège fondé par José Soler-Puig. L'activité industrielle s'arrête cependant dès les années 1970, les bâtiments accueillant de nouvelles activités. En 2003, ils sont vendus et démolis au profit de la réalisation d'un vaste programme immobilier (actuels no 116 à 140). La cheminée est construite par l'entreprise toulousaine E. Laurent. Elle était liée à des chaudières à vapeur nécessaires au traitement de la laine. Elle s'élève le long de la rue Anne-Frank (actuel no 4)[9].

### Immeubles et maisons
- no  1 : villa à l'italienne.  Inscrit MH (1993, façades et toitures)[10]. 
L'immeuble, connu comme la « villa à l'italienne », est construit vers 1840. Il serait l'œuvre d'Auguste Virebent ou de son neveu, Urbain Vitry. Il est caractéristique du style néoclassique qui se développe à Toulouse dans le deuxième quart du XIXe siècle par son architecture et son décor néo-Renaissance de terre cuite provenant de la manufacture Virenbent. L'immeuble s'élève face à la place de la Patte-d'Oie, sur une parcelle délimitée par l'avenue de Grande-Bretagne et l'avenue de Lombez. De grandes arcades qui embrassent le rez-de-chaussée et l'entresol rythment les travées. Elles sont encadrées de pilastres qui soutiennent un entablement décoré d'une corde et surmonté d'une corniche à denticules. Les arcades, voûtées en plein cintre, ont des voussures moulurées. Des médaillons de couronnes de lauriers sont disposés entre les arcades. Les petites fenêtres qui éclairent l'entresol ont des garde-corps en fer forgé. Une large corniche moulurée à denticules sépare l'entresol de l'étage. À ce dernier niveau, les fenêtres ont de faux garde-corps à balustres en terre cuite et des lambrequins. Elles sont encadrées de colonnes à chapiteaux qui soutiennent une corniche moulurée à denticules qui relie les fenêtres entre elles, surmontée de petites arcades en plein cintre. L'élévation est couronnée par une corniche moulurée[11].

- no  16 : immeuble. 
L'immeuble, de style néoclassique, est caractéristique des constructions de la première moitié du XIXe siècle toulousain. Le 1er étage est mis en valeur par un balconnet de pierre qui porte un garde-corps en fonte aux motifs végétaux et géométriques. Les fenêtres, encadrées de pilastres, sont en plein cintre et ont des lambrequins en fonte. Le 2e étage est percé de fenêtres rectangulaires qui ont également des garde-corps en fonte[12].

- no  60 : maison toulousaine. 
Cette maison, construite dans le premier quart du XXe siècle, est une des dernières maisons toulousaines de l'avenue, si caractéristiques de l'habitat des faubourgs toulousains. Au rez-de-chaussée, la façade était couverte d'un enduit qui imitait un bossage de pierre, tout comme l'appareillage de brique qui encadrait les ouvertures de la porte et des fenêtres – une rénovation en 2011 en a cependant fait disparaître le dessin. L'étage de comble, séparé par une fine corniche, est aéré par des ouvertures en terre cuite. L'élévation est surmontée par une corniche moulurée[13].

- no  70 : immeuble Lombez I (1972)[14],[15].

- no  106 : maison Challon. 
La maison, de style Art déco, est construite en 1934 par les frères architectes Antoine et Pierre Thuriès pour le compte du docteur Challon, qui y installe son domicile et son cabinet. Elle s'élève au fond d'une vaste parcelle, à l'angle de la rue Françoise-Giroud. Elle s'élève sur deux niveaux – un sous-sol et un rez-de-chaussée surélevé. Le sous-sol est mis en valeur par à un appareil irrégulier de moellons de pierre, tandis que les élévations du rez-de-chaussée sont simplement enduites. Un escalier extérieur mène à la porte principale, protégée par un auvent en-œuvre. Les larges fenêtres rectangulaires sont surmontées des poutres saillantes d'une fausse pergola. La façade est surmontée d'un pignon coupé. En 2012, le jardin situé à l'arrière de la villa est vendu afin de permettre la construction d'un immeuble, le Clos du Barry (actuel no 8 rue Françoise-Giroud)[16].